# Kårböle skans

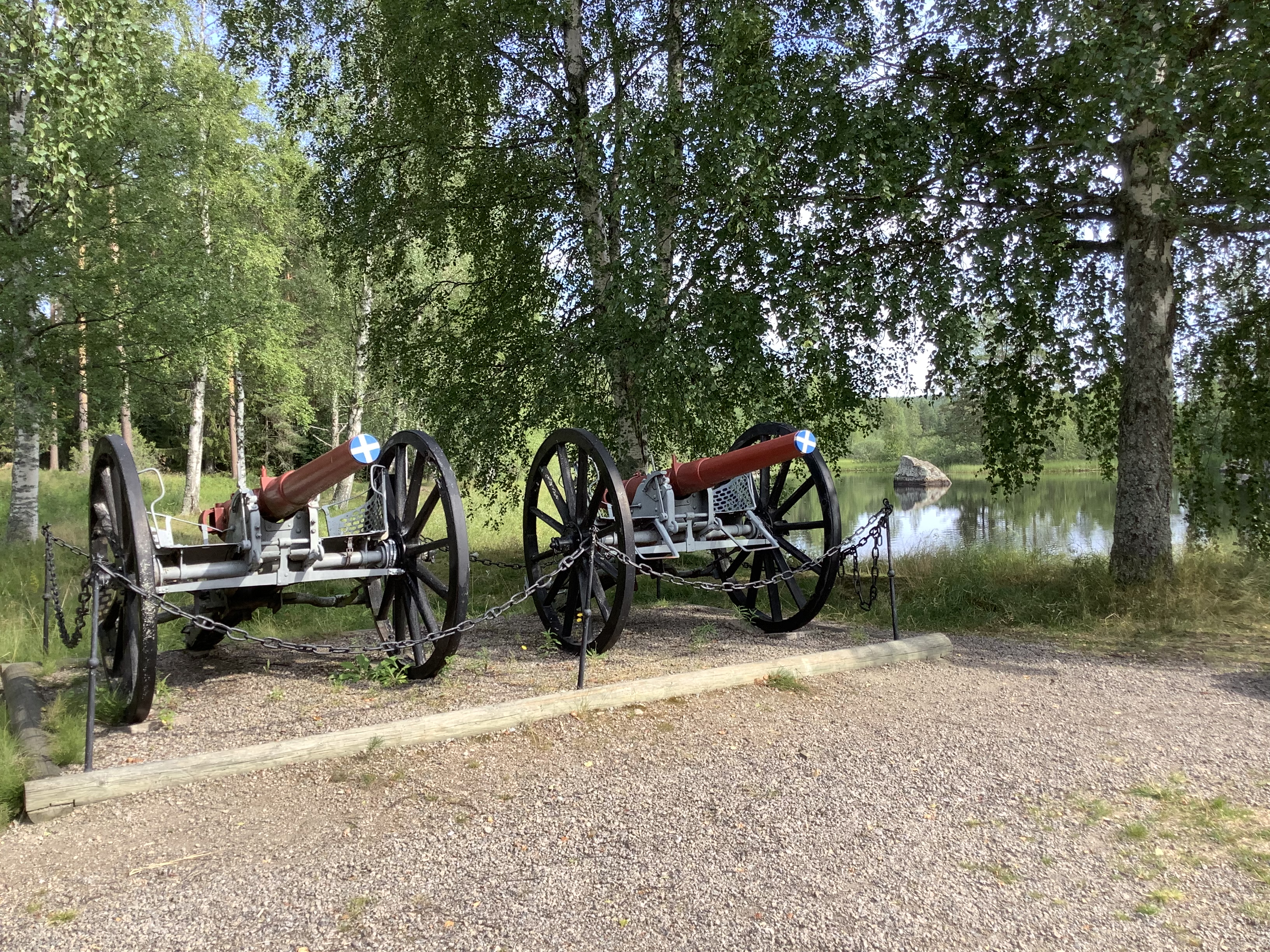
Rastplats intill Kårböle skans.

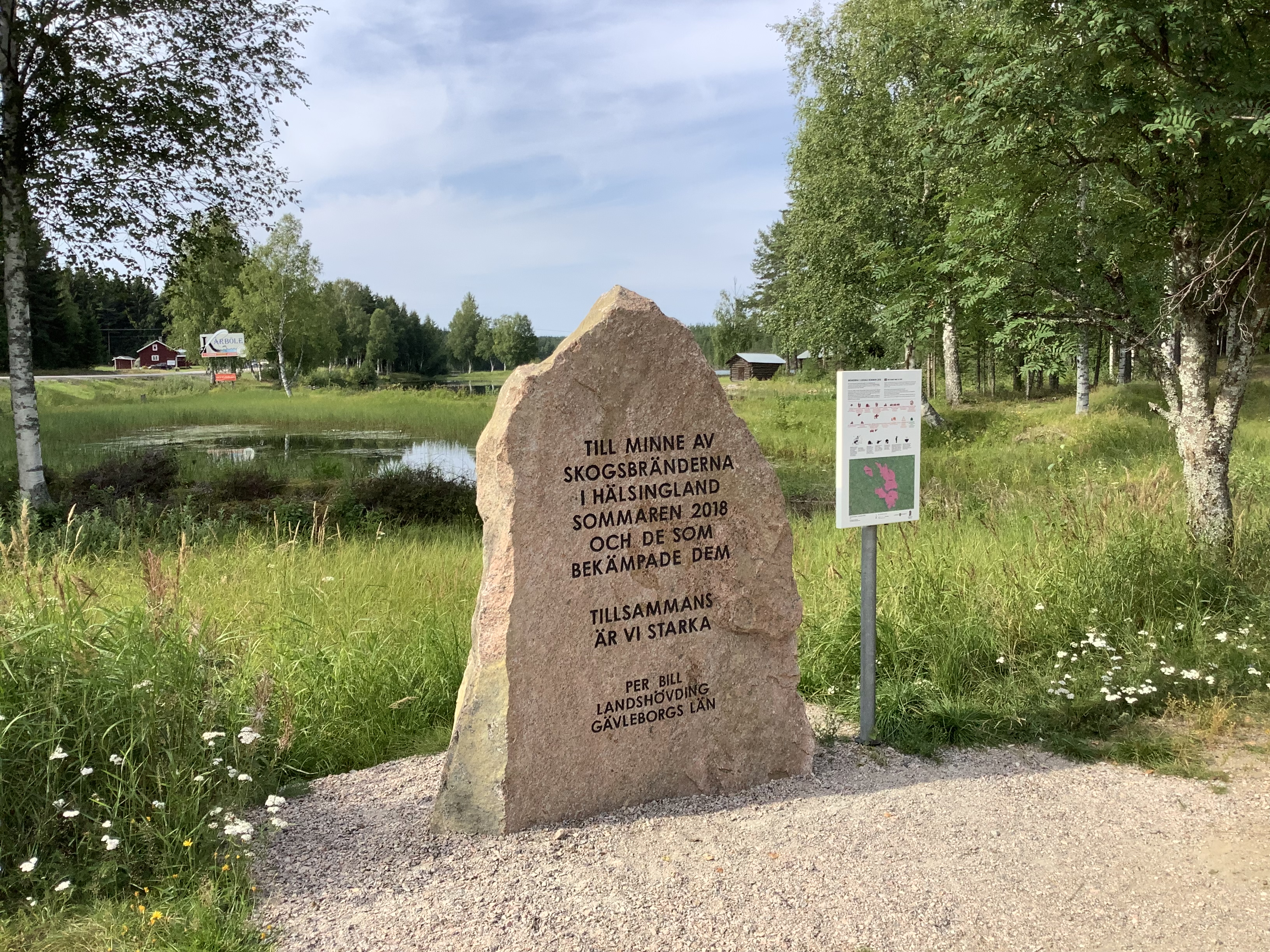
En minnessten intill Kårböle skans över räddningsarbetet i samband med skogsbränderna i Hälsingland sommaren 2018.

Kårböle skans var en försvarsanläggning belägen vid Ljusnan, strax sydost om Kårböle i Hälsingland. Den var framförallt under 1600-talet ett skydd mot angrepp från norska trupper i Härjedalen, fram till nedläggningen 1679. Sedan augusti 2019 finns vid Kårböle skans en minnessten över räddningsarbetet i samband med skogsbränderna som härjade i Hälsingland under sommaren 2018.

## Historia
Skansens tidiga historia är osäker. Regionen hade under sen medeltid blivit betydelsefull på grund av nyodling, och gränsregleringar genomfördes mellan Sverige och Norge 1480 och 1502. Dessa regleringar gällde Hogdalsskogarna mellan Överhogdal i norska Härjedalen, och Ytterhogdal i svenska Hälsingland. Ett omnämnande av skansen i skriftliga källor under 1400-talet, enligt bland andra hembygdsforskaren Lars Leander Lundh, bedöms av andra forskare som osannolikt.
Skansanläggningen byggdes troligen vid Kårböle under Baltzarfejden 1611–1613, men då kriget, precis som 1563–1570, fördes av svenska trupper inne i Jämtland och Härjedalen, behövde skansen inte användas till försvar. Möjligen, men med mindre sannolikhet, har skansen uppförts redan under Nordiska sjuårskriget cirka 1564.

### Hannibalsfejden
Under början av Hannibalsfejden 1643–1645 ökade oron för ett norskt anfall mot Hälsingland, Gästrikland, Medelpad och Ångermanland. Sommaren 1644 drogs stora svenska truppstyrkor samman till den viktiga vägknuten Kårböle. Under ledning av majoren vid Hälsinge regemente, Mathias Francken, förbättrades den befintliga skansen.
Skansens vallar var gjorda av två parallella timmerväggar, vars mellanrum på en dryg halvmeters bredd hade fyllts med jord. Utanför vallen löpte en vallgrav som ursprungligen var en knapp meter bred och två meter djup. Major Francken tvivlade på hållbarheten hos de befintliga palissaderna, och han konstaterade också att man från det näraliggande Skansberget kunde se rätt in i skansen. Angående garnisonen, så hade enligt major Francken den sjuklige kommendanten, kapten Bengt Bengtsson, hjälp av en fältväbel "som alls intet förstår". Majoren beskrev också de hälsingebönder som utgjorde manskapet som "ett vrångt och ont folk".
Under major Franckens ledning gjordes vallgraven nära sex meteter djup, och nära nio meter bred. På Skansberget anlades en redutt med 48 mans besättning, och ytterligare två redutter, för 24 respektive 50 man, anlades till stöd för skansen. Slutligen posterades en beriden vaktkedja i skogen en halv mil från Kårböle, för att tidigt upptäcka norska trupprörelser mot skansen. I mars 1645 ersattes Francken av kapten Johan Månesköld, vilket också innebar att ett kompani reguljära soldater ur vardera Västerbottens och Hälsinge regemente utgjorde skansens professionella garnison.
Freden i Brömsebro 1645 gjorde att Jämtland och Härjedalen blev svenska, och skansens betydelse minskade därmed kraftigt.

### Krabbefejden
På sensommaren 1657 anföll en dansk-norsk armé under befäl av överste Jørgen Bjelke in i Jämtland som snabbt ockuperades, undantaget Frösö skans som började belägras. En mindre ryttarstyrka på cirka 50 ryttare gick in i Härjedalen, bland annat för att försöka fånga fogden, Nils Larsson Warg, som lyckades fly till Hälsingland och Kårböle skans.
I början av oktober gjorde landshövdingen i Kopparbergs län, Lorentz Creutz, ett infall i Härjedalen med cirka 600 dalkarlar. Creutz avsikt var att få härjedalsbönderna att svära trohetsed till Sverige, och han passade samtidigt på att inkräva årets skatt. Denna skatt fördes sedan i "Convoy" till Kårböle skans då Creutz drog sig tillbaka. Tio dagar efter det att Creutz lämnat Härjedalen intogs landskapet av en norsk styrka, nu på 600 man, som slog läger vid Rismyrs skans vid Älvros, nära gränsen till Hälsingland. Den näraliggande Kårböle skans hade en besättning på cirka 500 man, men oron steg i omkringliggande bygder. Bland annat begärde Lorentz Creutz att få sig tillsänt 1 000 musköter, eftersom man kunde befara att de norska soldaterna skulle gå söderut efter ett infall i Hälsingland och angripa "..dhenne högt anlägne och importante orth.." det vill säga Kopparbergs län.
Den 18 november 1657 gav besättningen upp på Frösö skans, och Jørgen Bjelkes dansk-norska armé på cirka 3 000 man utgjorde därmed ett allvarligt hot mot de svenska bygderna nära Jämtland och Härjedalen. Lokalbefolkningen i de erövrade landskapen var till övervägande del lojala och tillmötesgående mot de norska soldaterna. Till de svenska myndigheterna förvåning och lättnad gick inte Bjelkes soldater vidare österut, utan stannade i sina erövrade landskap fram till freden i Roskilde 1658. Landshövdingen i Västernorrlands län, vilket Hälsingland då tillhörde, ger till och med Bjelke beröm i en skrivelse:
| ” | Och moste iag wäll berömma honom för en ganske hööflig och Discret Fijende effter som han icke deth ringaste hafwer tenterat inn om desse gamble Swenska Gräntzerna, ia icke till een Höönas wärde skada giort. | „ |
| – Landshövding Johan Oxenstierna i en skrivelse till Sveriges riksråd Gävleborgs län den 28 december 1657. | |   |

Efter freden i Roskilde återfick Sverige Jämtland, Härjedalen samt dessutom Trondhjems Amt, vilket återigen minskade betydelsen av Kårböle skans. Den bemannades i samband med Gyldenløvefejden 1675–1679, men behövde fortfarande inte användas i strid. Vid fredsslutet 1679 inleddes en avveckling av skansen. 
I samband med en vägomläggning restes en minnessten vid skansen 1929, och kvarvarande vallar och vallgrav kan fortfarande ses i terrängen.

### Utgrävningar 2013
I samband med två utgrävningstillfällen under våren och sommaren 2013 gjordes utgrävningar av ett av skansens många grophus. Dessutom grävdes ett tvärsnitt genom den västra delen av skansens vall. I grophuset visar rester av tillagat kött på soldaternas mathållning. Både grophuset och vallen har byggts ut i olika faser under 1600-talet. Fynden från de utgrävda områdena ger inget arkeologiskt stöd för att skansen skulle vara medeltida.

## Kartor från Krigsarkivet
Skansen finns med på militära översiktskartor långt efter nerläggningen 1679

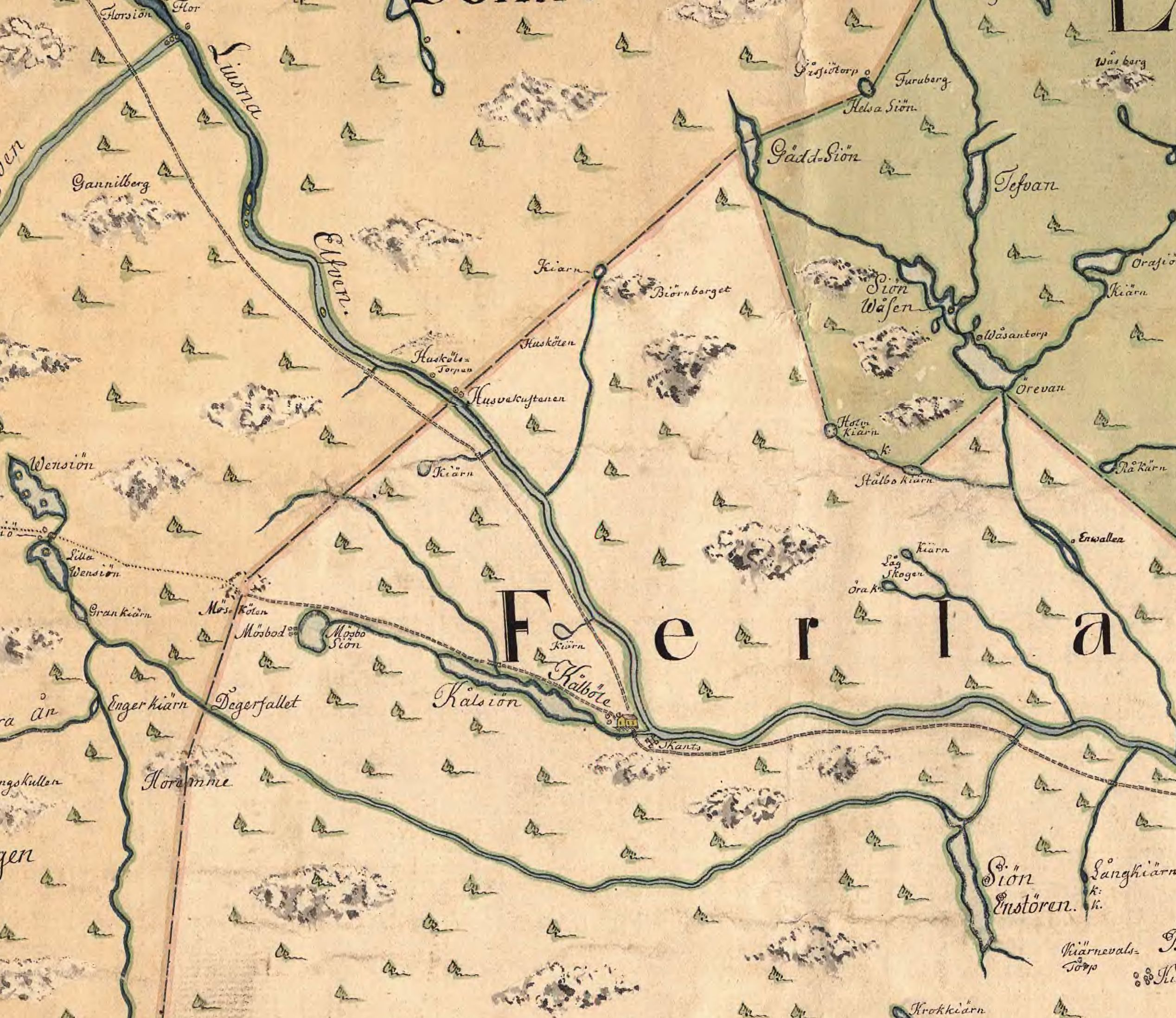
Området runt "Kålböle skants" på karta från 1761.
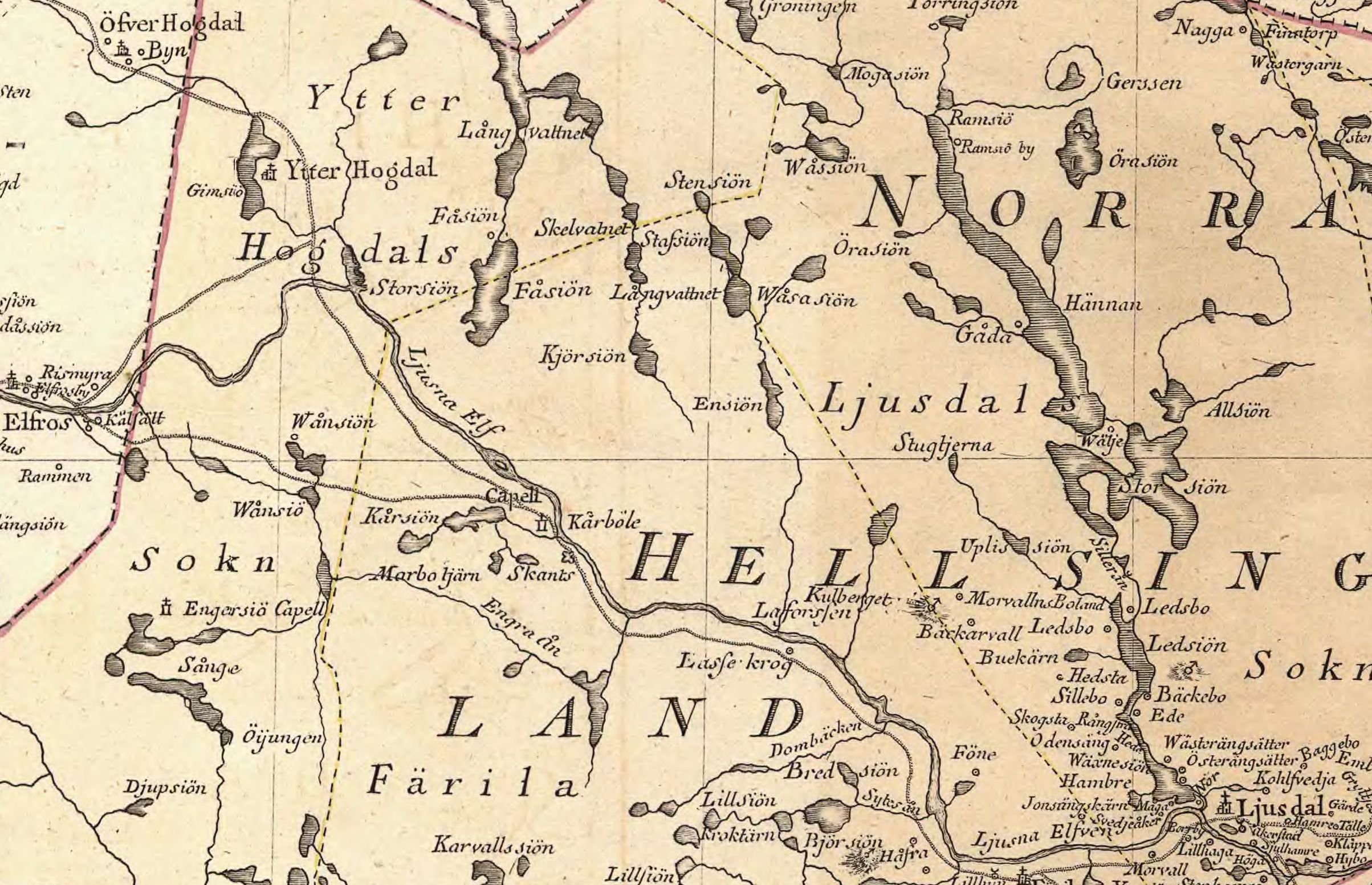
Nordvästra Hälsingland med "Kårböle skants" på karta från 1796.